# Chrochtalovití
Chrochtalovití (Haemulidae) jsou čeleď mořských paprskoploutvých ryb.

## Systematika
Za popisnou autoritu čeledi chrochtalovitých je považován americký přírodovědec Theodore Gill (1885). Na základě tradiční systematiky spadali chrochtalovití do sběrného řádu ostnoploutví (Perciformes), současná systematika čeleď klasifikuje v rámci řádu bodloci (Acanthuriformes). V klasifikaci, kterou zveřejnili Betancur-R & kol. (2017), byli chrochtalovití zařazeni společně s chňapalovitými (Lutjanidae) do řádu Lutjaniformes. Tavera & kol. (2018) předpokládají, že čeleď pochází ze středního eocénu (~ 54,7–42,3 mys), ovšem její hlavní linie se vyvinuly teprve během středního oligocénu (~ 30–25 mya).
Následující seznam platných recentních rodů je aktuální k 5. červnu 2025 a vychází z Eschmeyer's Catalog of Fishes:
- podčeleď Haemulinae
  - Anisotremus Gill, 1861
  - Boridia Cuvier, 1830
  - Brachydeuterus Gill, 1862
  - Brachygenys Poey, 1868
  - Conodon Cuvier, 1830
  - Emmelichthyops Schultz, 1945
  - Haemulon Cuvier, 1829
  - Haemulopsis Steindachner, 1869
  - Isacia Jordan & Fesler, 1893
  - Microlepidotus Gill, 1862
  - Orthopristis Girard, 1858
  - Parakuhlia Pellegrin, 1913
  - Paranisotremus Tavera, Acero P. & Wainwright, 2018
  - Pomadasys Lacepède, 1802
  - Rhencus Jordan & Evermann, 1896
  - Rhonciscus Jordan & Evermann, 1896
  - Xenichthys Gill, 1863
- podčeleď Plectorhinchinae
  - Diagramma Oken, 1817
  - Genyatremus Gill, 1862
  - Parapristipoma Bleeker, 1873
  - Plectorhinchus Lacepède, 1801

## Charakteristika

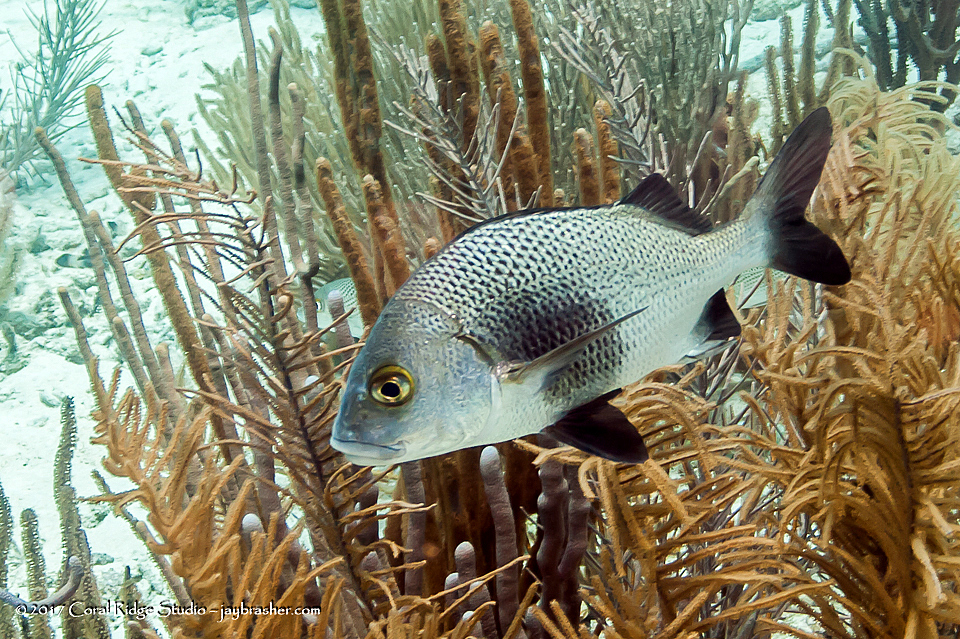
Chrochtal tmavý (Anisotremus surinamensis)

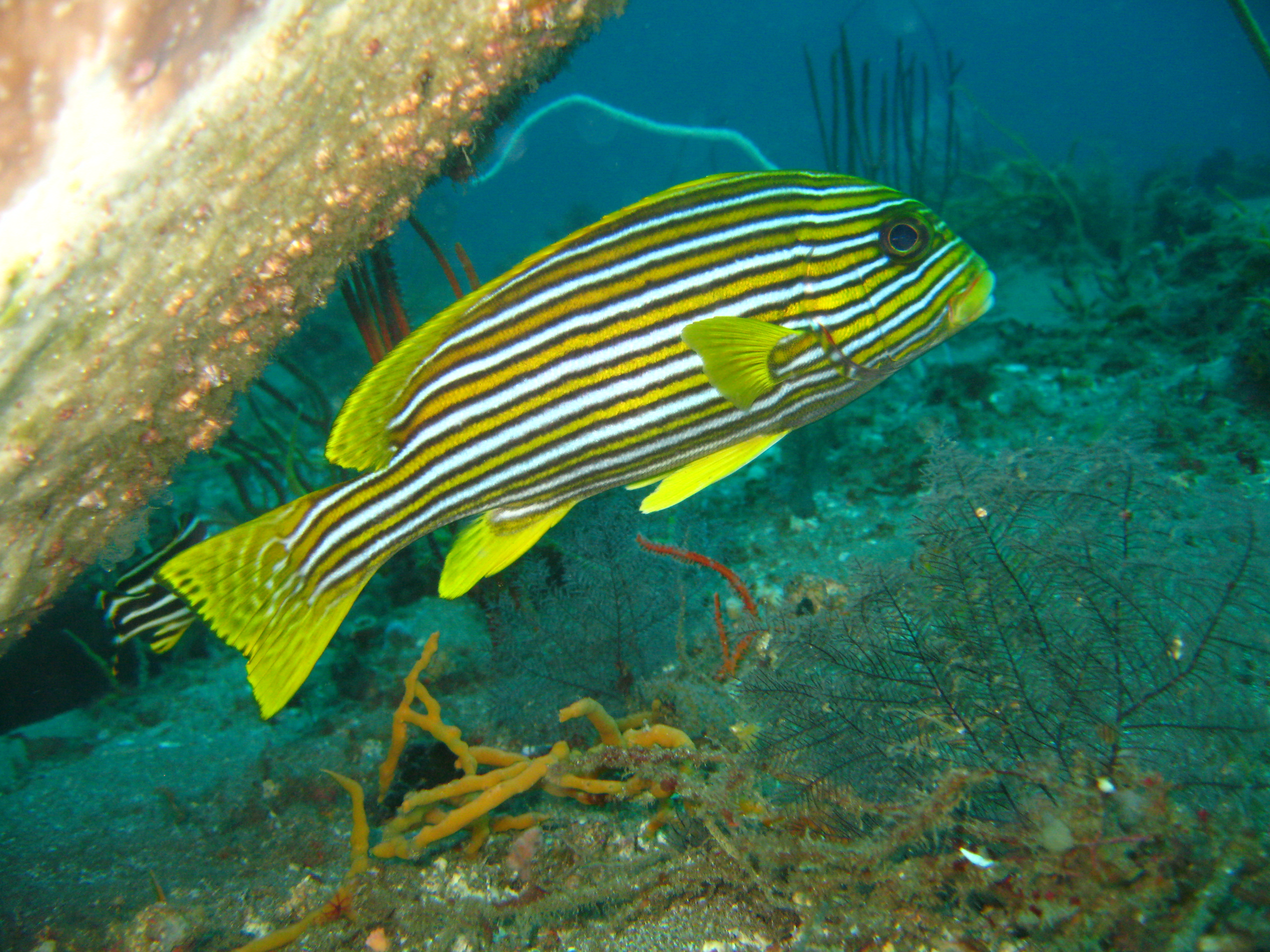
Chrochtal podélnopruhý (Plectorhinchus polytaenia)

Chrochtalovití se vzhledem podobají chňapalovitým (Lutjanidae), obě čeledi jsou také sdružovány do shodného řádu. Oproti chňapalům však chrochtalové bývají mohutnější, s menší tlamou, ale většími pysky, a chybí jim špičákovité zuby. Celková délka těla činí až 60 cm, u některých zástupců, jako je chrochtal tmavý (Anisotremus surinamensis), se někdy uvádí délka těla až 100 cm a hmotnost až 10 kg. Chrochtalové se vyznačují nedělenou hřbetní ploutví s 9–14 trny a 11–26 měkkými paprsky, řitní ploutev nese 3 trny a 6–18 měkkých paprsků. Branchiostegalií je 7, obratlů 10–11+16.
Zástupci této čeledi mohou mít relativně pestré zbarvení, například chrochtal podélnopruhý (Plectorhinchus vittatus) vyniká nápadným pruhováním. Barevný vzor se navíc může vyvíjet v průběhu věku a například chrochtal tečkovaný (Plectorhinchus gaterinus) je v mládí spíše pruhovaný. Zástupci podčeledi Plectorhinchinae mívají pestře zbarvené, masité pysky (v angličtině se tyto ryby proto označují jako „rubberlips“ nebo „sweetlips“).

### Ekologie
Chrochtalovití obývají teplé vody Indického, Tichého i Atlantského oceánu, občas vstupují i do brakické vody, výjimečně do sladkých vod. Jde o ekologicky značně rozmanitou skupinu, v rámci níž se objevují jak druhy živící se bentickými bezobratlými, tak druhy konzumující pelagiální zooplankton. První jmenované mívají větší tlamu a vyšší tělo, druhé jmenované bývají spíše štíhlejší a s menší tlamou. V průběhu evoluce došlo u chrochtalů k řadě přechodů mezi oběma stanovišti.
Chrochtalové se krmí většinou po setmění, přes den se často ukrývají pod skalními římsami nebo ve skalních puklinách. Některé druhy žijí v hejnech, která mohou podnikat denní migrace. Ve skupinách alespoň u některých chrochtalovitých probíhá také tření, přičemž vajíčka i larvy se vyvíjejí v pelagiálu.
Jméno těmto rybám vynesla skutečnost, že některé druhy produkují hlasité chrochtavé zvuky.